# Sara Simeoni
Sara Simeoni (Rivoli Veronese, 19 de abril de 1953) é uma ex-atleta italiana de salto em altura. Foi campeã olímpica e medalha de ouro nos Jogos Olímpicos de Moscovo, em 1980 e recordista mundial, com 2,01 m, de 4 de agosto de 1978 e a 7 de setembro 1982.
Foi quatorze vezes campeã italiana (ininterruptamente de 1970 a 1980 e, mais tarde, em 1982, 1983 e 1985) e detentora do recorde italiano durante 36 anos, desde o dia 12 de agosto de 1971 até 8 de junho de 2007, dia em que foi ultrapassada por Antonietta Di Martino.
Foi agraciada com o grau de Comendador e de Grande Oficial da Ordine al merito della Repubblica Italiana, respectivamente em 1980 e 1986.